# Horacio Sequeira
Horacio Sequeira, vollständiger Name Hugo Horacio Sequeira Sosa, (* 30. September 1995 in Salto) ist ein uruguayischer Fußballspieler.

## Karriere

### Verein
Der nach Angaben seines Vereins 1,73 Meter große, „Mencho“ genannte Offensivakteur Sequeira stammt aus der Jugendabteilung Danubios und debütierte in der Apertura 2013 in der Ersten Mannschaft. Für die Montevideaner absolvierte er in der Spielzeit 2013/14 17 Spiele in der Primera División und erzielte einen Treffer. Die Mannschaft gewann in jener Saison die Apertura und den Landesmeister-Titel. In der Saison 2014/15 wurde er in sieben Erstligaspielen (ein Tor) eingesetzt. Mitte Juli 2015 wurde er an den Ligakonkurrenten Centro Atlético Fénix ausgeliehen. Erstligaeinsätze sind dort nicht verzeichnet. Ende Januar 2016 kehrte er zu Danubio zurück und wurde sodann unmittelbar anschließend an den Zweitligisten Cerro Largo FC abgegeben. Bei den Osturuguayern bestritt er in der Clausura zwölf Zweitligaspiele (kein Tor). Ende Juli 2016 schloss er sich dem Erstligisten River Plate Montevideo an. In der Saison 2016 absolvierte er bei den Montevideanern lediglich ein Erstligaspiel (kein Tor). Ende Januar 2017 kehrte er zum Cerro Largo FC zurück.

### Nationalmannschaft
Sequeira ist mindestens seit April 2014 Mitglied der von Trainer Fabián Coito betreuten uruguayischen U-20-Nationalmannschaft. Dort stand er beim Spiel am 15. April 2014 gegen die chilenische Auswahl in der Startformation und trug mit einem Treffer zum 3:0-Sieg bei. Des Weiteren absolvierte er die beiden Länderspiele gegen Peru am 6. August 2014 und 22. September 2014.
Er gehörte dem uruguayischen Aufgebot bei der U-20-Südamerikameisterschaft 2015 in Uruguay an.

### Erfolge
- Uruguayischer Meister: 2013/14
- Gewinn des Torneo Apertura: 2013